# 约翰·斯图尔特·密尔
约翰·斯图尔特·密尔（英語：John Stuart Mill；1806年5月20日—1873年5月7日），也译作约翰·史都華·穆勒，英國效益主義、自由主義哲學家、政治經濟學家、英国议会議員。其哲學著作聞名於世，研究範圍包括政治哲學、政治經濟學、倫理學、邏輯學等，其著作《論自由》是古典自由主義集大成之作，而在19世纪古典自由主義學派影響巨大。
密尔是邊沁後效益主義者之一。在政治上，密爾繼承其父詹姆斯·密尔在英国東印度公司工作，又在晚年代表自由黨勝出英国下议院選舉，成為下議院議員。他是繼亨利·亨特后第二位在英國國會提出議案要求給予女性選舉權的议员。

## 生平

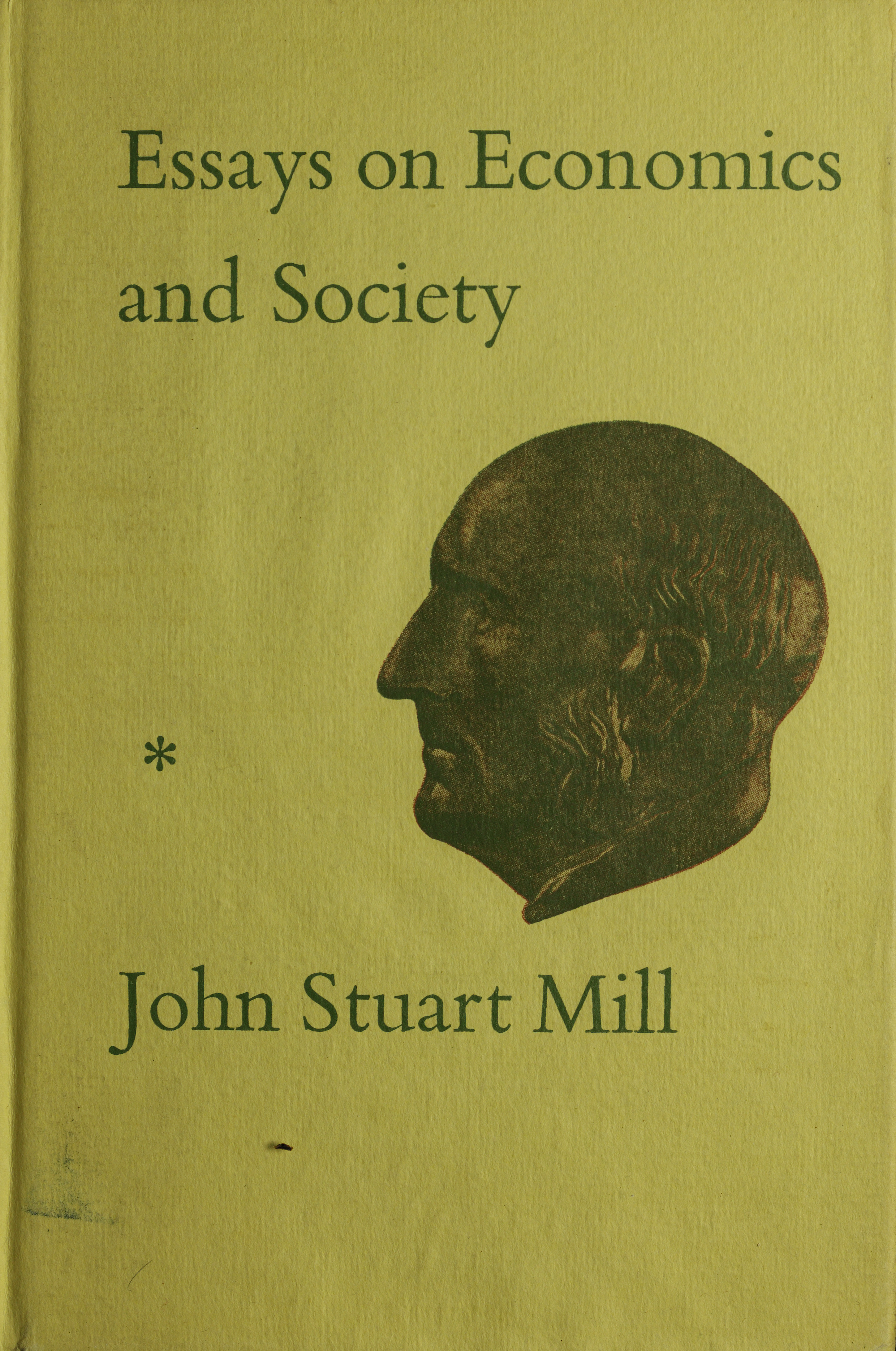
Essays on economics and society, 1967

約翰·斯圖亞特·密爾，1806年5月20日生於倫敦，是著名功利主義哲學家詹姆斯·密爾（1773－1836）的長子。詹姆斯來自蘇格蘭的貧困家庭，苦學成功，17歲便為約翰·斯圖亞特爵士選為其女之家庭教師，並被送往愛丁堡大學就讀，1798年成為合格的傳教士，但終身未傳過教，並且視基督教為進步的最大障礙。1805年與哈莉耶特·布洛結婚，年餘產下一子，以爵士之名名之。
詹姆斯對於心靈的觀點深受約翰·洛克（1632－1704）之影響，認為心靈最初就如同一張白紙，而思想來自於感覺經驗的積累，而密爾就是詹姆斯的那張白紙，於是密爾從三歲就開始讀希臘文，八歲開始學拉丁文、代數、幾何，九歲遍讀希臘史家的重要著作，少年階段結束時，他已經具備了比大學畢業生還要廣泛的知識。據密爾《自傳》表示，他認為人在成長的初期，只要經過適當的訓練，可以吸收和理解的數量遠超過常人所能想像，他表示自己並非上駟之才，但經過這樣的訓練，一樣能夠具有一定程度的思辨能力。
父親對密爾的教育以功利主義當作倫理學的基底，源自於詹姆斯與邊沁的交情，事實上密爾自己也與邊沁常有接觸，邊沁死後還負責整理他的著作；在這樣的情況下，密爾有意無意成為功利主義學派的接班人。
在密爾青年期的晚期，在古典哲學的雄厚背景下，對政治經濟學與法學又下了一番苦工，並且開始在報刊文獻上發表文章，其中最主要的場域是在哲學激進派的喉舌《西敏寺評論》，與之相抗衡的是輝格黨的《愛丁堡評論》以及托利黨的《季刊》，他並且組織了學社與年紀長他不少的人展開學術思辨，並且以讀書會的形式增加自己在政治經濟學、邏輯學與心理學的知識。1823年，進入東印度公司任職，此後便以公務生涯為職，直到東印度公司在1856年解散為止，這樣的公務生涯，使得他成年這段時間有大量的時間從事思想工作。
总结他的學習生涯，很少玩伴、很少嬉戲，很多書籍和很多父親的話語，這樣的生活在1826年出了問題，在那一年他進入了一種精神危機的狀態，在這段時間裡他不斷思索作為一個人的價值何在，並且渐渐從華滋華斯（1770-1850）的詩中得到一些啟發，五年後精神危機慢慢過去，他的思想也就進入了一個嶄新的階段，並且開始大幅修正原來的功利主義觀。在生活方面的突出之處在於他開始大量閱讀具有不同觀點人士的著作，例如英國浪漫派的哲學家塞缪尔·泰勒·柯勒律治（1772-1834）、奥古斯特·孔德（1798-1857）與聖西蒙（1760-1825）等等；在對民主政治的討論上，他受到亚历克西·德·托克维尔（1805-1859）很大的影響。當然影響他成熟時期最大的是他與哈丽雅特·泰勒（1852年之後成為哈莉耶特·泰勒·密爾）長達20年的相互愛戀以及6年的婚姻生活。在密爾人生的幾個階段裡，值得注意的是每個階段都有一個對話者，從早期他的父親，1830年之後是哈丽雅特·泰勒，到1858年之則由海倫·泰勒（哈莉耶特之女）取代，這些人的思想與行動當然也影響密爾甚鉅。
密爾對於現狀的不滿多少來自於哈莉耶特·泰勒的影響，特別是結婚之後，密爾的公開活動一度變得很少，在兩人思想的激盪下，密爾的重要著作有許多都在此時出現。泰勒的思想不僅在當時非常的前衛，即便是放在當今的時空下，她的若干看法比起許多的女性主義者也不遑多讓。例如她反對愛情，因為愛情奴役了女性；對基督教的反對，因為它造成了個人解放的障礙，形成了社會專制；對於社會主義的關注，使得密爾重新思索了公平正義的問題，這些在密爾的著作中都不難發現其蹤跡（Hamburger, 1999：23-30）。也正由於她對於密爾的重大影響，當我們去檢視密爾著作中關於人的理想概念的同時，也不能忽略了她作為一個密爾的典範所產生的作用。
在這段戀愛與婚姻的前後，正是密爾著作發表的高峰期，包括了《邏輯體系》（1843）、《政治經濟學原理》（1848）、《論自由》（1859）、《論代議制政府》（1861）、《功利主义》（1861）、《女性的屈從地位》（1869）與《論社會主義》（1876）等等。
在宗教上，密爾主張不可知論和懷疑論。
密爾晚年並且曾經擔任過一任的國會議員（1865-8），任內為改革法案與勞動階級的利益做出了很大的貢獻，並且極力參與政治與社會改革工作。

## 主要思想

### 歸納邏輯
因不滿過往歸納論證的方法，只流於舉例論證，密爾繼承法蘭西斯·培根，提出五種不同的歸納論證方法，包括一致法、差異法、同異聯合法、剩餘法、變化法。

### 论自由
整个有关自由的立论是他基于功利主义的方法论的延续，密尔认为不涉及他人利害的行为，他人都无权加以干涉，亦即密尔提出的伤害原则在自由问题的适用：

“人类之所以有理有权地可以个别地或者集体地对其中人任何分子的行动进行干涉，唯一的目的只是为了自我防卫。”

也即，只有在社会当中的某个成员的行动事实上上有可置信的可能或者已经造成对他人的危害，集体才有理由对其行动进行干涉，除此之外任何人和任何团体在思想自由、言论自由、宗教自由等方面均无权干涉。在论证个人自由的必要性方面，密尔认为：
一方面，欧洲文明受惠于“道路选择的多样性”，现实世界多样性与差异性是人类社会本该追求的目标状态。他认为只有保证个人在其自由疆界内自由追求个人福利的状况，才能够保持世界的多样性，以及提供给人们功利意义上的多样性和差异性带来的福利。“让人类按照他们自己认为好的方式生活，比强迫他们按别人认为好的方式生活，对人类更有益”。
对于极权主义国家或家长制的统治国家，密尔认为这样必然导致人的发育迟缓、思想狭隘和智力的萎缩，因此，密尔主张社会的訊息应该集中，而对人施以限制或控制的权力则应该分散。
另一方面，密尔从知识增长和人类真理的发生机制上，认为个人自由是最高效保证知识增长的必要保证。为了保证真理为大众所接受，密尔甚至认为保持一定的反面与错误意见也是必要的。“一旦战场上没有敵手，教师和学者就会在他们的职位上沉睡。”他认为正是在与异议的辩驳于争论过程当中，才能够更有力和充分地让真理脱颖而出。

### 论反对政府干涉
密尔提出三条理由，具体有三种反对政府干涉的情况
- 由个人操办比政府操办在效率上更胜一筹。
- 有一些事情，虽然表面上由个人操办未必比得上政府機關操办的效果好，但是仍适合由个人而非政府操办。
- 不必要地增加政府的权力，会带来极潜在的祸患。

在政府的权力限制方面，密尔主张应该不宜过量地将一般活动转入政府，以避免权力过于集中于政府。

### 最大幸福原理·幸福的兩個層次
密尔继承边沁的效益主義思想，指出伦理学领域的终极问题解决完全可诉诸效益主義原则，综合前人理论密尔归纳总结了效益主義的“最大幸福原理”。在密尔看来，幸福就是指快乐和免除痛苦；不幸，是指痛苦和丧失快乐。对于任何事物如果值得欲求，要么是因为内在于事物之中的快乐，要么是它们是增进快乐避免痛苦的手段。
边沁對效益主義的著名表述就是「最大幸福原理」，即一個人的行動應當在理智範圍內始終以增加所有人的最大幸福爲目標。密尔對效益主義的貢獻在於定性分析幸福。
边沁將所有形式的幸福視爲等同，密尔則主張知識和道德上的幸福優於物質或肉體上的幸福（即幸福分爲高低兩個層次）。密尔說：「寧做不滿的人類，不做滿足的猪玀；寧做不滿的蘇格拉底，不做滿足的蠢人；如果蠢人或猪玀有相悖的觀點，那是因爲它們只看到問題中事關他們自己的那一面。」
如果一個人同時體驗兩種幸福，他會更傾向其中一種，據此，密尔將幸福劃分爲兩個層次。边沁則認爲幸福量是等同的，圖釘不比詩集差，如果小孩子玩的跳格子遊戲比歌劇院之夜令更多人感到快樂，那麽社會就勢必應該將更多資源用於推廣跳格子遊戲而不是運營歌劇院。密尔的主張則是，擁護簡單幸福的人們多是從未體驗過高級藝術，這不利於他們作出正確判斷。舉例來說，那些高尚的或哲學實踐者比那些以自己快樂爲目標的人更有益於社會。問題關鍵不在於行爲者自己的最大幸福，而是全體幸福的最大值。
密尔認爲，受過教育的人有能力在更大程度上影響政府。所以密尔支持立法賦予大學畢業生更多投票權，因爲他們才更適合來判斷什麽最有益於社會。

### 女權主義

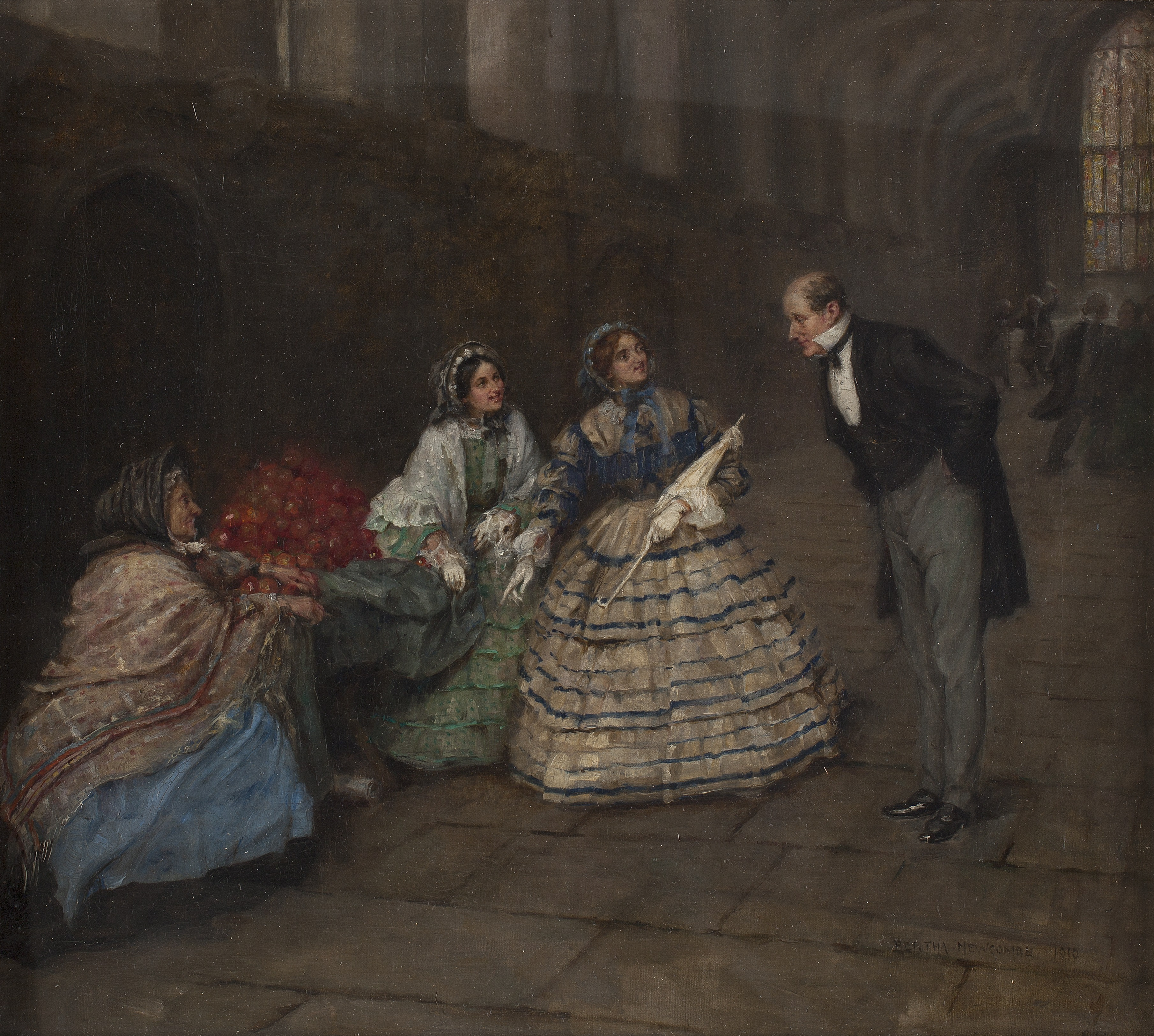
1860年伊利沙伯·加蕾特·安得森和Emily Davies將一份請願信交給密爾 ,泊莎·纽肯1910年作

和他同時代的學者完全不同的是，約翰·密爾支持女權主義觀點；這是因為密爾與他的妻子哈丽雅特·泰勒間有著非同尋常的哲學交流。在1865年在他作為女性選舉權促進會的代表被選為國會下議員。 1869年，密爾出版了《婦女的屈從地位》，否定了當時存在於男性和女性之間的區別是自然的這一常見偏見，轉而證明兩性區別更多的是源於社會性的因素。他認為一個公平的社會應該使每一個人—不論性別—都從中受益，但是社會對男性和女性的區別待遇使得受益者的衝突無法避免。他指出當時的社會制度給予一個人對至少是另一個人的無限權力——那個人同他住在一起，經常接受他的贈予——這種權力從他天性最偏僻的角落找出並喚起了潛伏的自私自利的萌芽；密爾認為，維多利亞時代的婚姻關係幾乎就是男性對於女性的暴政—只是有好有壞罷了。但是，女性、社會對丈夫卻有沒有什麼有效的束縛手段。從這個角度上，他斷定給予女性選舉權和離婚的權益才可以將婦女解放出來。 

## 影响和评价
密尔对西方自由主义思潮影响甚广，尤其是其名著《论自由》，更被誉为自由主义的集大成之作，同时也与弥尔顿的《论出版自由》一道，被视为报刊出版自由理论的经典文献。这部著作的要义可以概括为：只要不涉及他人的利害，个人（成人）就有完全的行动自由，其他人和社会都不得干涉；只有当自己的言行危害他人利益时，个人才应接受社会的强制性惩罚。这就是密尔所划定的个人与社会的权利界限，所以，1903年当严复第一次把《论自由》介绍到中国来时，书名就叫《群己权界论》。《论自由》的第二章专门探讨了言论自由问题，标题就叫《论思想自由和讨论自由》，这部分论述对报刊自由主义影响最大。
密尔的经典之作《论自由》被认为是对十九世纪维多利亚社会中弥漫着的强制性道德主义的反抗。
密尔写《论自由》的目的是要在充斥着宗教不容忍与如影随形的伪善的维多利亚社会里，为个人抵御这些压迫势力提供一些保护。如果书中有哪一句话最能揭示《论自由》全书的宗旨，那这句话就是：“如果整个人类，除一人之外，意见都一致，而只有那一个人持相反意见，人类也没有理由不让那个人说话。正如那个人一旦大权在握，也没有理由不让人类说话一样。”
这种个人自由观念是建立在“最大多数人的最大幸福”这一功利主义原则之上的，但是这种功利主义原则必须是最广义上的功利，即以人作为进步的存在者的永久利益为依据的功利。因为密尔认为，由于人类难免犯错，自由讨论才是最有可能发现新真理的途径，而对任何探究的封杀和排斥，都会对人类造成损失，因而都是不明智的。此外他还认为，只有通过争辩，才能让我们学会更好地表述和捍卫真理，并使真理保持旺盛的生命力。没有争辩，或者不允许争辩，只会让已经建立起来的真理变得不堪一击。
以赛亚·伯林认为密尔的学说虽然不乏过时的心理学知识还有缺乏严密逻辑的说服，但在个人自由领域他仍然是最经典的陈述，密尔的理论核心仍然是站得住脚的，对于人类那些最基本的特征与志向，他说出了某些真实而重要的东西。另外，伯林同时认为密尔没有闻名于世的重大发现或发明，在逻辑学、哲学、经济与政治思想方面他没有重大意义的发现，因此更应该称作一个世代、民族的教师，而非创造者与革新者。
奥地利学派经济学家哈耶克在经济学领域方面认为密尔在认识论上除了能够“根据过去发生的少数事件进行因果判断外，再没有别的方式理解市场价值的决定因素”，所以事实上完全不能够领会边际效用理论，客观上拖延了经济学的“边际革命”的出现。在另一方面，哈耶克认为密尔坚持的最大多数人的最大福利等信条使其赢得了自由主义领袖和“理性主义圣人”的声望，但这种声望客观上将更多的知识分子引向了社会主义。

## 著作
- 《穆勒名學（英语：A System of Logic）》嚴復譯（逻辑方面），1903年（2007年，ISBN 978-957-052-386-7）Google books (可阅读）
- 《论自由》，嚴復1903年譯為《群己权界论》，被多次翻译再版——（大陆版：许宝骙译商务印书馆2005 ISBN 7-100-02027-1 （简体中文），台湾版：程崇華譯，1986，台北：唐山。（繁體中文））
  - 《論自由及論代議政府》，郭志崧譯，1961，台北：協志。（繁體中文）
- 《代议制政府（英语：Considerations on Representative Government）》  商务印书馆  1982 （简体中文）
- 《政治经济学原理（英语：Principles of Political Economy）》
- 《效益主義》

## 外部連結
- MetaLibri Digital Library: Utilitarianism

### 引用
1. ↑  Friedrich Hayek. . Economica. 1941, 8 (31): 281–320. doi:10.2307/2549335.
2. ↑  The Stanford Encyclopedia of Philosophy. . Stanford Encyclopedia of Philosophy. The Metaphysics Research Lab, Center for the Study of Language and Information (CSLI), Stanford University.   [2020-02-18]. （原始内容存档于2018-09-11）.
3. ↑  Macleod, Christopher. Zalta, Edward N. , 编. . Metaphysics Research Lab, Stanford University. 14 November 2017  [2020-02-18]. （原始内容存档于2021-03-01） –Stanford Encyclopedia of Philosophy.
4. ↑  Mill, John Stuart. Writings on India. Edited by John M. Robson, Martin Moir and Zawahir Moir. Toronto: University of Toronto Press; London: Routledge, c. 1990.
5. ↑  . UK Parliament.   [2020-02-26]. （原始内容存档于2021-01-20）.
6. ↑  . UK Parliament.   [2020-02-28]. （原始内容存档于2020-04-13）.
7. ↑  李志平. . 北京: 中国财经. 2006. ISBN 9787500589679.
8. ↑  . Secular Review. 28 March 1885, 16 (13): 203  [2020-02-18]. （原始内容存档于2021-01-26）. It has always seemed to us that this is one of the instances in which Mill approached, out of deference to conventional opinion, as near to the borderland of Cant as he well could without compromising his pride of place as a recognised thinker and sceptic
9. ↑  Linda C. Raeder. . . University of Missouri Press. 2002: 65. ISBN 978-0826263278. Comte welcomed the prospect of being attacked publicly for his irreligion, he said, as this would permit him to clarify the nonatheistic nature of his and Mill's "atheism".
10. ↑  Larsen, Timothy. . Oxford University Press. 2018: 14  [2020-02-18]. ISBN 9780198753155. （原始内容存档于2020-09-06）. A letter John wrote from Forde Abbey when he was eight years old casually mentions in his general report of his activities that he too had been to Thorncombe parish church, so even when Bentham had home-field advantage, the boy was still receiving a Christian spiritual formation. Indeed, Mill occasionally attended Christian worship services during his teen years and thereafter for the rest of his life. The sea of faith was full and all around
11. ↑  Larsen, Timothy. .   [2020-02-18]. （原始内容存档于2021-02-03）. TL: Mill decided that strictly in terms of proof the right answer to that question of God’s existence is that it is “a very probable hypothesis.” He also thought it was perfectly rational and legitimate to believe in God as an act of hope or as the result of one’s efforts to discern the meaning of life as a whole.
12. ↑  Irving Copi. . 香港: 香港公開大學出版社. 2000.
13. ↑  密尔，康慨译，《论自由》，湖南文艺出版社，p9
14. ↑  密尔，康慨译，《论自由》，湖南文艺出版社，p90-92
15. ↑  .   [2015-05-13]. （原始内容存档于2021-04-15）.
16. ↑  .   [2015-05-13]. （原始内容存档于2017-03-04）.
17. ↑  Mill 1906，第16頁
18. ↑  AC Grayling: Freiheit, Die Wir Meinen. 2008, S. 283.
19. ↑  約翰·斯圖亞特·密爾. EARLY MODERN PHILOSOPHY , 编.  (PDF). London: London : Longmans, Green , Reader, and Dyer. 1869  [2020-02-26]. （原始内容存档 (PDF)于2021-02-13）.
20. ↑  自由论，以赛亚·伯林，p222-251，译林出版社
21. ↑  致命的自负，哈耶克，中国社会科学出版社，p171-172

### 书目
- 李志平：《穆勒》（北京：中国财经出版社，2006）
- 黃偉合：《英國近代自由主義研究——從洛克、邊沁到密爾》（北京：北京大學出版社，2005）。

| 大不列颠及北爱尔兰联合王国国会 | 大不列颠及北爱尔兰联合王国国会 | 大不列颠及北爱尔兰联合王国国会 |
| ------------------------------ | ------------------------------ | ------------------------------ |
| 前任者： 德·雷西·埃文斯        | 英國西敏選區下議院議員         | 繼任者： 威廉·亨利·史密斯      |